# Alexandre D'Acol
Alexandre D'Acol Joaquim (San Paolo, 18 luglio 1986) è un ex calciatore brasiliano con cittadinanza italiana, di ruolo attaccante.

## Carriera
Ha giocato nella massima serie dei campionati greco e scozzese.

## Palmarès

### Club

#### Competizioni nazionali
- Campionato greco: 2

Olympiakos: 2004-2005, 2005-2006
- Coppa di Grecia: 2

Olympiakos: 2004-2005, 2005-2006